# Steffan Evans
Pour les articles homonymes, voir Evans.
Pas d'image ? Cliquez ici

a Compétitions nationales et continentales officielles uniquement.

b Matchs officiels uniquement.
Dernière mise à jour le 23 avril 2018.
Steffan Evans, né le 1er septembre 1994 à Llanelli (pays de Galles), est un joueur international gallois de rugby à XV jouant au poste d'ailier ou d'arrière aux Scarlets depuis 2014.

## Biographie
Steffan Evans commence sa carrière professionnelle lors d'un match de Pro14 en novembre 2014 face à la franchise italienne des Zebre. Il devient titulaire au fil de la saison malgré la concurrence de Liam Williams et de DTH Van der Merwe à son poste.
En 2017, il devient le meilleur marqueur de son championnat en inscrivant 13 essais, son club remporte par la suite, le championnat cette saison. 
Il profite de l'absence de nombreux cadres à cause de la Tournée de l'équipe des Lions britanniques et irlandais de rugby à XV en 2017 pour être appelé par l'équipe du pays de Galles de Warren Gatland lors de la tournée d'été face aux Tonga et aux Samoa. Il est titulaire lors de ses deux matchs en inscrivant deux essais. Il est rappelé en octobre 2017 pour disputer la tournée d'automne. Il joue trois matchs en étant toujours titulaire en inscrivant 1 essai Il est une nouvelle fois rappelé quelques mois plus tard pour disputer le Tournoi des Six Nations 2018. Il dispute quatre matchs toujours titulaire en inscrivant encore deux essais.
Malheureusement, une blessure au genou début juin va le priver de tournée d'été en Argentine, et Evans voit son ancien camarade de classe Josh Adams prendre sa place sur l'aile gauche de l'équipe nationale, ce dernier réalisant des prestations remarquées en juin puis en novembre. Une mésentente avec son club des Scarlets le cantonne au banc, et, bien qu'appellé par Warren Gatland dans le groupe gallois, Steff Evans ne participe à aucun des matchs du Tournoi 2019, barré par la concurrence de North et Adams, mais aussi handicapé par son faible temps de jeu en club lors de cette saison. 
Appelé dans le groupe gallois pour préparer la Coupe du Monde 2019, il n'est finalement pas retenu parmi les 31 joueurs que Warren Gatland décide d'emmener au Japon. Owen Lane lui est d'ailleurs préféré lorsque Gatland doit appeler un ailier en renfort au milieu de la compétition.  
L'arrivée de Wayne Pivac à la tête du XV du Poireau ne lui est guère favorable : malgré de belles prestations avec les Scarlets, Evans n'est pas rappelé en équipe nationale par son ancien entraîneur en club, avec lequel ses relations se sont rafraichies lors de la dernière saison de Pivac à Llanelli. Les bons matchs d'Adams et l'émergence à l'aile du jeune phénomène Louis Rees-Zammit ferment un peu plus la porte à un retour en sélection. 

## Palmarès
- Scarlets
  - Vainqueur du Pro12 en 2017